# Klaus Brandner (Künstler)
Klaus Brandner  (* 11. Dezember 1965 in Klagenfurt am Wörthersee) ist ein österreichischer Maler, Grafiker und Bildhauer.

## Leben
Klaus Brandner wuchs im österreichischen Klagenfurt auf. Nach dem 1985 erfolgten Abschluss seiner Ausbildung am Bundesrealgymnasium Klagenfurt-Viktring mit Schwerpunkt Bildnerische Erziehung begann er seine Ausstellungstätigkeit im Jahr 1986. Heute lebt und arbeitet er in Klagenfurt. Er ist Mitglied der Berufsvereinigung der bildenden Künstler Österreichs.

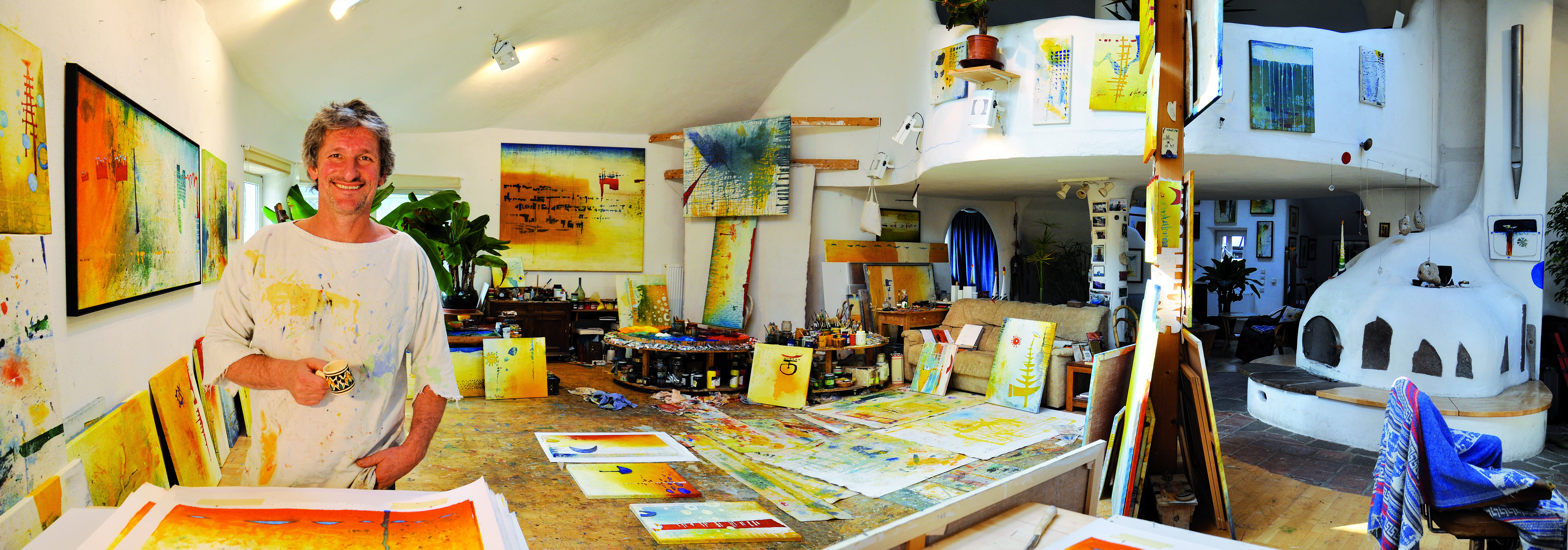
Der Künstler Klaus Brandner im März 2016 in seinem Atelier in Klagenfurt, Österreich.

## Werke

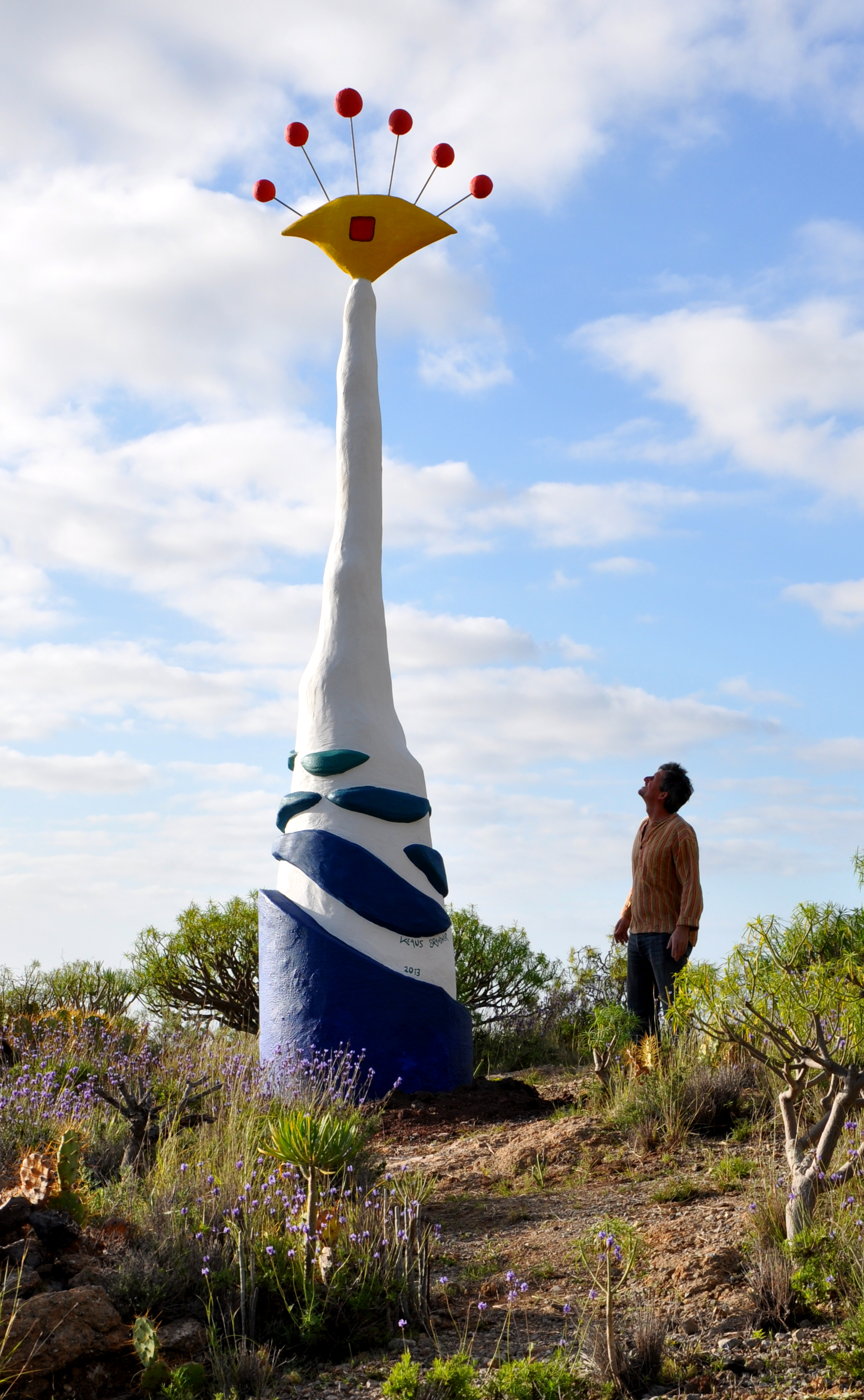
Skulptur „Ideenfänger“ von Klaus Brandner, im Skulpturengarten „Los Cardones“ der Stiftung Gernot Huber auf Teneriffa

Zahlreiche Gemälde und Grafiken, die vor allem in Galerien im deutschsprachigen Raum, aber auch in Resteuropa vertreten sind, zeugen von seinem steten Schaffen. Klaus Brandners Gemälde sind in Ölmalerei auf Leinwand hergestellt.
Bei seinen Grafiken handelt es sich um Siebdrucke.
Seine der Kleinplastik zuzurechnenden Skulpturen (bis 50 cm Höhe) sind aus gebranntem Ton gefertigt; seine Kolossalstatuen (ab 4 m bis 7 m Höhe) bestehen vorwiegend aus Metall, Beton und Kunststoffen.
Klaus Brandners Skulptur „Ideenfänger“ aus dem Jahr 2014 befindet sich in Dauerausstellung im Skulpturengarten Los Cardones der Stiftung Gernot Huber auf Teneriffa.
Im Jahr 2015 gestaltete er die Fassade der Kleinen Galerie in der Triester Straße im niederösterreichischen Neunkirchen künstlerisch. Dort steht auch seine 8 m hohe Skulptur „Der große Wächter“.
Bereits zweimal war er auf der Titelseite und im Redaktionsteil der österreichischen Kunstzeitschrift Vernissage.

## Veröffentlichungen
- Klaus Brandner. Mit einem Vorwort von Franz Morak, österreichischer Staatssekretär für Kunst und Medien. Klagenfurt 2001, Verlag Johannes Heyn,[8] ISBN 3-85366-978-6.
- Farbwelten. Mit einem Vorwort des 14. Dalai Lama Tenzin Gyatso. Klagenfurt 2010, Verlag Johannes Heyn,[9] ISBN 978-3-7084-0381-6.